# José de Ribera y Dávalos
José o Jusepe de Ribera y Dávalos (* Lima, 1555 - ?), fue un militar, encomendero y funcionario colonial criollo, que ocupó altos cargos militares y políticos en el Virreinato del Perú. En ocho ocasiones fue elegido alcalde ordinario de Lima.

## Biografía
Sus padres fueron el conquistador Nicolás de Ribera el Viejo y la criolla dominicana Elvira Dávalos y Solier. Ingresó a la Compañía de Jesús (1568), pero pronto salió de ella por carecer de vocación, y se consagró a la vida caballeresca. Se alistó en la armada que organizó el virrey Francisco de Toledo para rechazar la incursión del pirata Francis Drake (1577 y 1579).
Ante la ausencia de su hermano mayor Juan, le disputó legalmente la encomienda de Hurin Ica que obtuvo de manera temporal. Reconocido como capitán de una de las compañías de infantería organizadas por el virrey Martín Enríquez de Almansa (1581), posteriormente sería elegido alcalde ordinario de Lima (1582) y, reelegido (1599), pasó a Chile con las fuerzas  que reclutó para auxiliar al gobernador Francisco de Quiñónez en su lucha contra el levantamiento general de los araucanos (agosto de 1599). A su vuelta fue nombrado corregidor de Huamanga (1601) y de Lima (1603) y, nuevamente elegido alcalde de esta ciudad (1607 y 1610-1611), el regidor Diego de Agüero propuso que excepcionalmente fuese prorrogado su mandato por un segundo año, para permitirle que concluyera las obras iniciadas del puente, la alameda y las casas del cabildo, y acometiese la proyectada ampliación de la cárcel.
Luego fue nombrado corregidor del pueblo de indios del Cercado (1612-17) y otra vez elegido alcalde ordinario (1619 y 1621). Fue nombrado Gobernador de Huancavelica por conocer las minas y haberlas manejado en anteriores oportunidades (1624-1626). Por octava vez sería elegido alcalde ordinario de Lima en 1629.

## Matrimonio y descendencia
Casado en Lima (1580), con la criolla Catalina de Alconchel y Aliaga, encomendera de Chilca y Mala como hija del conquistador Pedro de Alconchel, viuda de Pablo de Montemayor y concubina del inquisidor Antonio Gutiérrez de Ulloa, tuvo la siguiente descendencia:
- María de Alconchel Ribera, casada con Bartolomé de Hoznayo Velasco. Con sucesión.
- Elvira de Ribera Alconchel, casada con Juan Antonio de Vargas Venegas. Con sucesión.

| Predecesor: Juan Maldonado de Buendía | Alcalde ordinario de Lima Primer voto 1582      | Sucesor: Juan de Cadahalso Salazar      |
| Predecesor: Lope de Mendoza           | Alcalde ordinario de Lima Segundo voto 1599     | Sucesor: José de Agüero                 |
| Predecesor: Diego de Portugal         | Alcalde ordinario de Lima Primer voto 1607      | Sucesor: Juan de la Cueva Villavicencio |
| Predecesor: Juan Dávalos de Ribera    | Alcalde ordinario de Lima Primer voto 1610-1611 | Sucesor: Luis de Larrinaga y Salazar    |
| Predecesor: Juan de Zárate            | Alcalde ordinario de Lima Primer voto 1619      | Sucesor: Pedro de Bedoya y Guevara      |
| Predecesor: Pedro de Bedoya y Guevara | Alcalde ordinario de Lima Primer voto 1621      | Sucesor: Leandro de Larrinaga Salazar   |
| Predecesor: Juan de Guzmán Luna       | Alcalde ordinario de Lima Primer voto 1629      | Sucesor: Juan de los Ríos y Berriz      |